# Municipio de Spring (condado de Crawford)
El municipio de Spring (en inglés: Spring Township) es un municipio ubicado en el condado de Crawford en el estado estadounidense de Pensilvania. En el año 2020 tenía una población de 1.409 habitantes y una densidad poblacional de 12 personas por km².

## Geografía
El municipio de Spring se encuentra ubicado en las coordenadas 41°48′00″N 80°19′59″O / 41.80000, -80.33306.

## Demografía
Según la Oficina del Censo en 2000 los ingresos medios por hogar en la localidad eran de $33,676 y los ingresos medios por familia eran de $36,471. Los hombres tenían unos ingresos medios de $29,773 frente a los $21,250 para las mujeres. La renta per cápita de la localidad era de $14,821. Alrededor del 14,9% de la población estaba por debajo del umbral de pobreza.